# Мохаммед Мирза Кашеф аль-Салтана
Мохаммед Мирза Кашеф аль-Салтана (1 апреля 1866, Торбат — март 1929, Котал) — персидский политик, дипломат, социальный реформатор и писатель, принадлежавший к правящей в Персии (Иране) во время его жизни династии Каджаров. Более всего известен как первый человек, основавший в Иране полноценные чайные плантации, за что на родине его называют «отцом чая».

## Детство
Был старшим сыном Асад-Аллаха Мирзы, родился в Торбате. Его мать, Джаханнара аль-Салтана, была дочерью Гахрамана-Мирзы и внучкой Аббаса-Мирзы. После 16 лет пребывания в должности губернатором Бушейра он был заподозрен в сочувствии к восстанию аль-Саифа и отправлен вместе с семьёй в Тегеран (Мохаммеду было тогда несколько лет), где до смерти жены жил в Гулистанском дворце. В это время к Мохаммеду Мирзе были приставлены учителя персидской и арабской литературы. После завершения получения начального образования он поступил в академию Дар-аль-Фонун, где изучал французский язык, что было стандартом для того времени.

## Поступление на государственную службу
В возрасте 16 лет Мохаммед Мирза был зачислен в штат министерства иностранных дел в качестве младшего секретаря министра Мирзы Насруллы-хана и занимал эту должность на протяжении двух лет. После двух лет канцелярской работы он в был в 1881 году отправлен в Париж с дипломатической миссией. Эту поездку Мохаммед Мирза использовал как возможность для поступления в университет Сорбонны изучать право, что и сделал. После получения учёной степени бакалавра и специализирования ещё в течение года в области административного права он в свой пятый год обучения был повышен до ранга «первого посольского секретаря».